# Aphonomorphus socius
Aphonomorphus socius är en insektsart som beskrevs av Lucien Chopard 1956. Aphonomorphus socius ingår i släktet Aphonomorphus och familjen syrsor. Inga underarter finns listade i Catalogue of Life.